# Géographie de l'Angola
L'Angola est un pays localisé entre 4°22 et 18°03 de latitude sud et 11°41 et 24°05 de longitude est au sud-ouest du continent africain, il a approximativement la forme d'un carré de 1 300 kilomètres de côté. La superficie totale est de 1 246 700 kilomètres carrés y compris l'enclave de Cabinda.
Il est entouré au nord du Congo (Brazzaville) et au nord-est de la République démocratique du Congo (Kinshasa), au sud-est de la Zambie, au sud de la Namibie et à l'ouest par l'océan Atlantique. La frontière mesure près de 4 700 kilomètres et la cote 1 620 kilomètres. Sa capitale est Luanda.

## Topographie

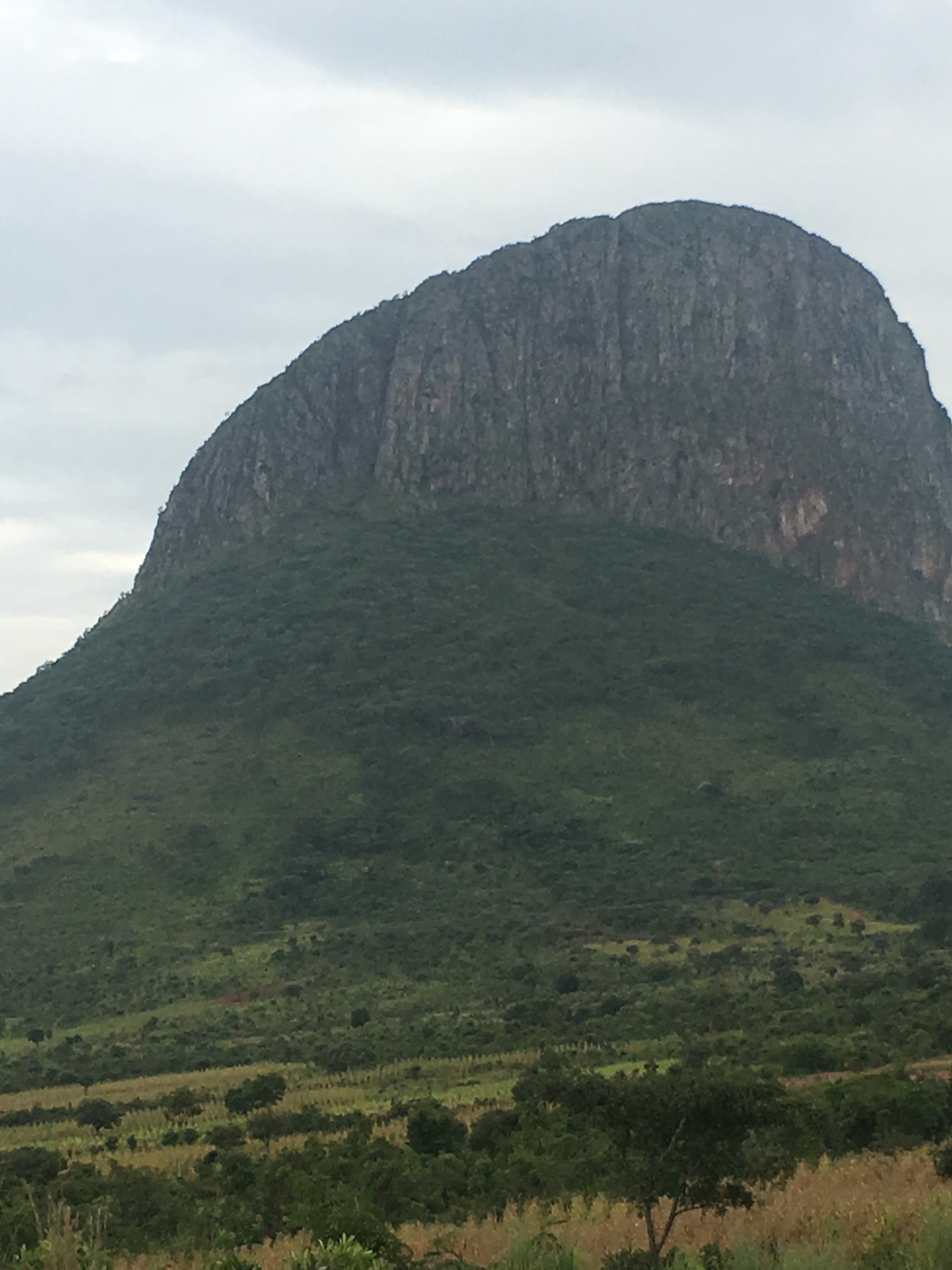
Morro de Môco.

À partir d'une étroite bande côtière dont la largeur varie entre 19,5 et 184 kilomètres  le relief s'élève rapidement pour atteindre un plateau qui descend ensuite doucement vers le centre de l'Afrique.
Les deux tiers du pays sont couverts de plateaux dont l'altitude est comprise entre 450 et 600 mètres.
Le plateau angolais ou plateau de Bié forme un quadrilatère à l'est de Benguela d'altitude moyenne de 1 500 mètres avec des extrêmes à 2 200 mètres. Ce plateau couvre environ 10 % de la superficie du pays.
Le Malanje dans le nord du pays est moins vaste et moins élevé tandis que le Huíla est plus petit mais d'une altitude moyenne plus grande.
Le point culminant du pays est le Môco (parfois appelé Morro de Môco), qui atteint 2 620 mètres.

## Climat

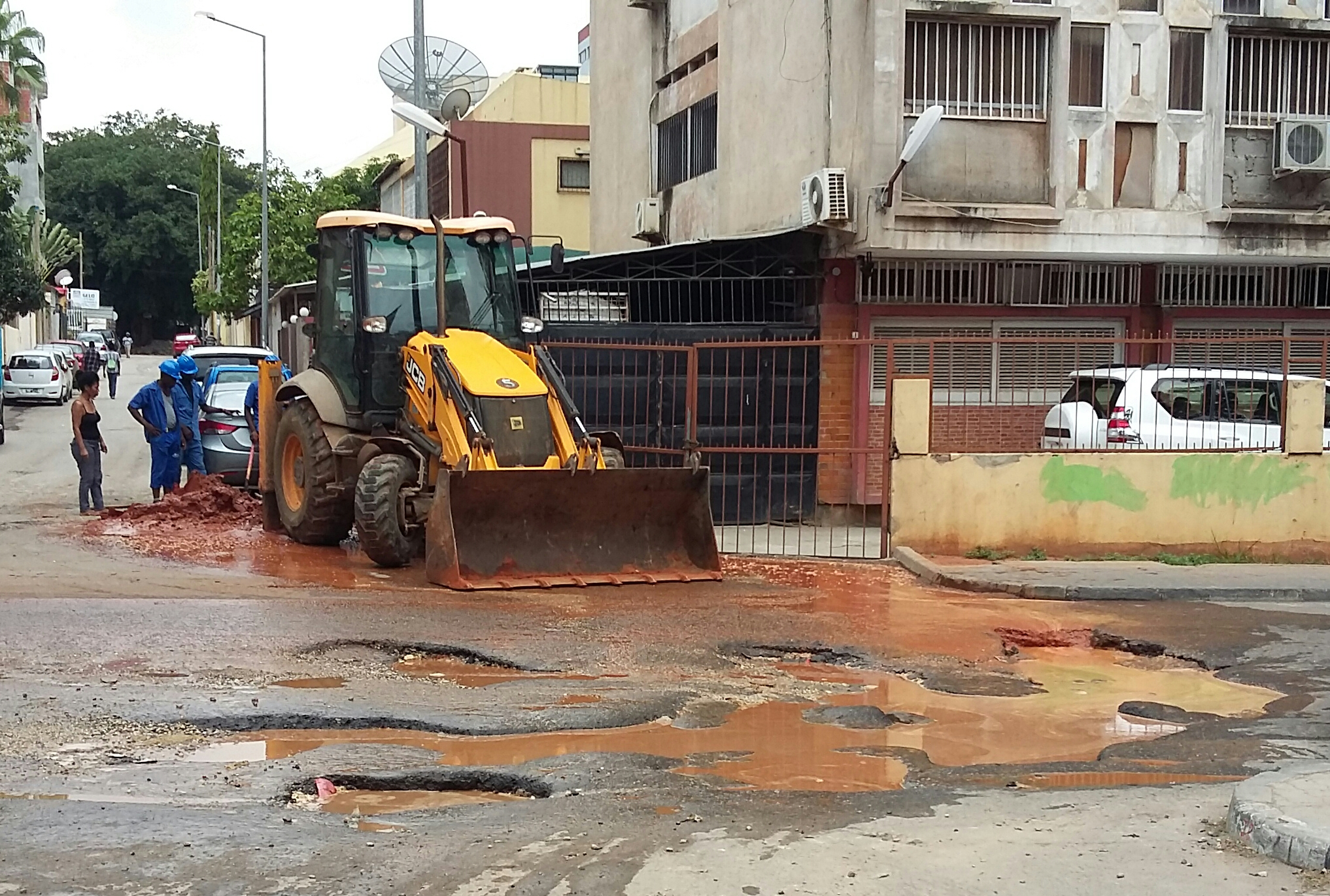
Difficile entretien des routes en zone tropicale.

Il est essentiellement tropical avec une saison des pluies de novembre à avril, semi-aride au sud et le long de la côte.